# Bramley Corner
Bramley Corner – wieś w Anglii, w hrabstwie Hampshire. Leży 35 km na północny wschód od miasta Winchester i 70 km na zachód od Londynu.